# Burgraviato de Núremberg

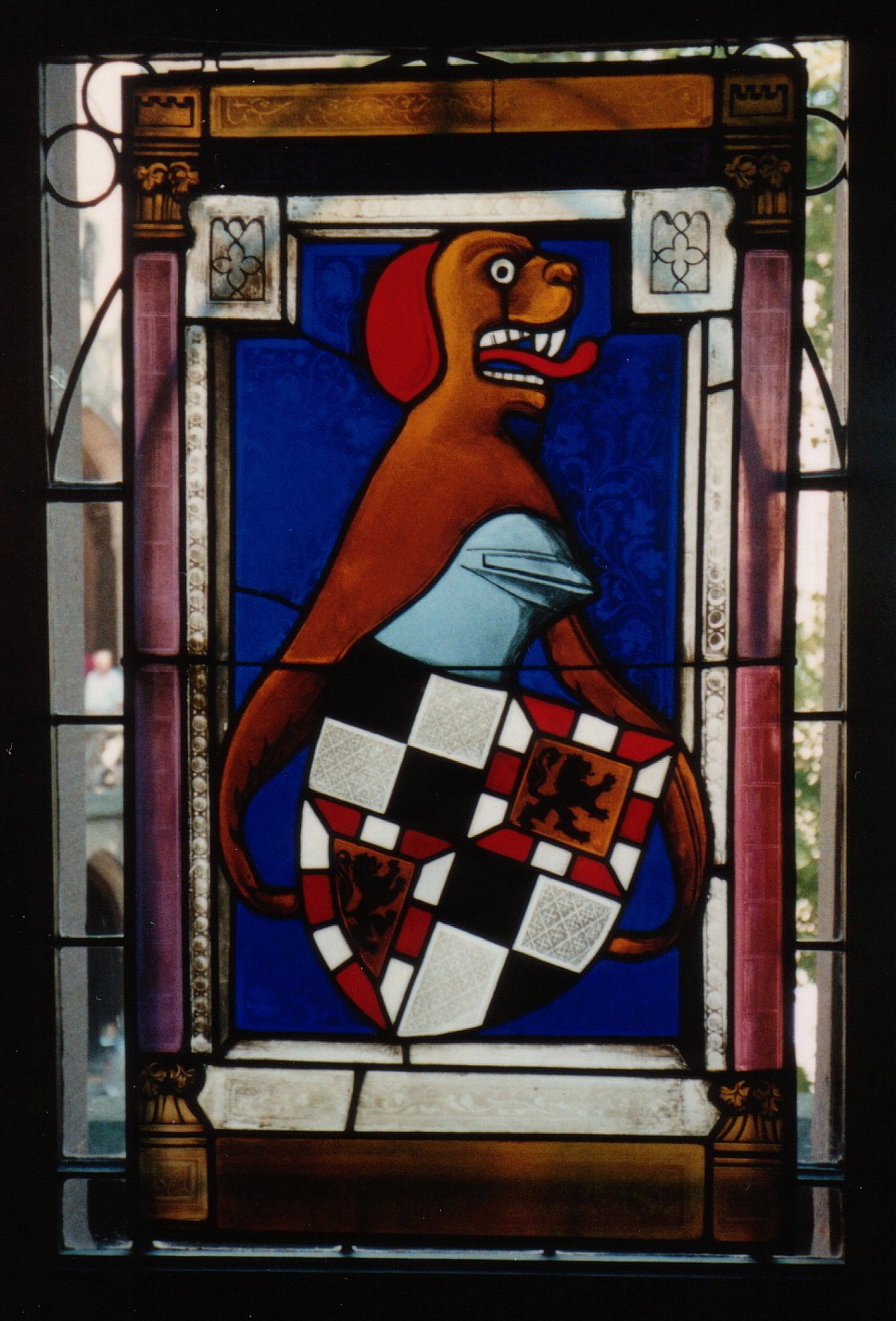
Escudo de armas de los Hohenzollern como burgraves, en un vitral en el Castillo de Hohenzollern.

El Burgraviato de Núremberg (en alemán: Burggrafschaft Nürnberg) fue un estado del Sacro Imperio Romano Germánico desde principios del siglo XII hasta finales del siglo XV. Como burgraviato, era un condado basado en torno a la ciudad de Núremberg; el burgraviato pronto perdió poder sobre la ciudad, que se independizó en 1219. Finalmente, el burgraviato fue dividido en dos para formar Brandeburgo-Ansbach y Brandeburgo-Bayreuth.

## Historia
Núremberg fue fundada probablemente hacia finales del siglo XI, de acuerdo con la primera mención documentada de la ciudad en 1050, como localización de un castillo imperial entre los francos orientales y la Marca de Nordgau bávara. Desde 1050 hasta 1571, la ciudad se expandió y creció dramáticamente en importancia debido a su emplazamiento sobre rutas de comercio claves. El rey Conrado III fundó el burgraviato y la primera administración y tribunales sobre los territorios imperiales circundantes. Los primeros burgraves eran de la Casa austríaca de Raab pero, al extinguirse la línea masculina alrededor de 1190, el burgraviato fue heredado por el último sobrino político del conde, de la Casa de Hohenzollern. Desde finales del siglo XII hasta el Interregnum (1254-73), sin embargo, el poder de los burgraves disminuyó en tanto que los emperadores Staufen transfirieron la mayoría de los poderes no militares a un castellano, la administración de la ciudad y los tribunales municipales a un funcionario imperial (en alemán: Reichsschultheiß) desde 1173/74. Este castellano no solo administraba las tierras imperiales alrededor de Núremberg, sino que recaudaba impuestos y constituía la máxima autoridad judicial en materias relacionadas con la caza y la gestión de los bosques; también era el protector elegido de varias fundaciones eclesiásticas, iglesias y monasterios, incluido el Obispado de Bamberg. Los privilegios del castellano fueron transferidos a la ciudad a finales del siglo XIV y principios del siglo XV. Las tensas relaciones entre los burgraves y el castellano finalmente estallaron en enemistad abierta, la cual influyó generalmente en la historia de la ciudad.
Núremberg es a menudo referida por haber sido una 'capital no oficial' del Sacro Imperio Romano Germánico, particularmente porque la Dieta Imperial (Reichstag) y los tribunales se encontraban en el castillo de Núremberg. Las Dietas de Núremberg eran una parte importante de la estructura administrativa del imperio. El aumento de demanda de la corte real y de la importancia de la ciudad causaron un aumento del intercambio y el comercio en Núremberg, apoyado por los emperadores Hohenstaufen. Federico II (reinante entre 1212-50) concedió la Großen Freiheitsbrief (en español: Carta Magna de Libertad) en 1219, incluyendo derechos a las ciudades, inmediación imperial (Reichsfreiheit), el privilegio de acuñar moneda y una política aduanera independiente, prácticamente sacando a la ciudad de la competencia de los burgraves. Núremberg pronto se convirtió, junto con Augsburgo, en uno de los mayores centros comerciales en la ruta desde Italia al norte de Europa.

## Lista de burgraves
| - 1105 - ca 1137 Godofredo II de Raabs (gobernó hasta ca 1137) - ca 1137 - ca 1143 Conrado I (ca 1100 - ca 1143) - ca 1143 - ca 1160 Godofredo III (gobernó hasta ca 1160) - ca 1160-1191/92 Conrado II (ca 1125/30 - 1191/92, murió sin descendencia masculina) | - 1192-1200/1204 Federico I (1139-1200/1204), originalmente Federico III, Conde de Zollern, casado con Sofía, hija de Conrado II, después se convirtió en burgrave mediante esta unión. - 1204-1218 Federico II (1188-1255, hijo menor de Federico I) - 1218-1261/1262 Conrado I el Piadoso (ca. 1186-1261/2, hijo mayor de Federico I, hermano de Federico II). Conde de Zollern como Conrado III - 1262-1297 Federico III el Heredero (ca. 1218-1297, hijo de Conrado I) - 1297-1300 Juan I (ca. 1279-1300, hijo mayor de Federico III). Gobernó con su hermano Federico IV. - 1297-1332 Federico IV (1287-1332, hijo menor de Federico III y hermano de Juan I). Tomó el gobierno del burgraviato a la muerte de su hermano. - 1332-1357 Juan II el Adquiridor (1309-1357, hijo de Federico IV) - 1357-1397 Federico V (1333-1397, hijo de Juan II) - 1397-1420 Juan III (1369-1420, hijo de Federico V). También Margrave de Brandeburgo-Kulmbach desde 1398. - 1398-1427 Federico VI (1371-1440, hijo de Federico V). Como Federico I, también Margrave de Brandeburgo-Ansbach desde 1398, Elector de Brandeburgo desde 1415, Margrave de Brandeburgo desde 1417 y Margrave de Brandeburgo-Kulmbach desde 1420. |

Escudo de armas del burgraviato bajo la Casa de Raabs.